# Nils Tunander
Nils Tunander, född 1625 i Västervik, död 24 februari 1679 i Åbo, var en svensk teolog verksam i den östra rikshalvan.
Tunander skrev 1648 in sig vid Uppsala universitet och inledde kort därefter studier även vid Åbo Akademi. 1658–1664 företog han en lång studieresa till bland annat Tyskland, Frankrike och Italien. Han bedrev framförallt studier i Bibelns ursprungsspråk och stiftade i Tyskland bekantskap med pietismens fader Philipp Jacob Spener. År 1667 kallades han till professor i teologi vid Åbo Akademi; han mottog sin tjänst följande år och blev samtidigt kyrkoherde i Lundo samt medlem av Åbo domkapitel.
I sin avhandling om frälsningsvisshet De salutis certitudine (1668) slog Tunander fast att frälsningen beror på Guds löften och människans personliga avgöranden. 1673–1676 publicerade han en serie avhandlingar om kätteri.